# Hornbach, Rheinland-Pfalz
Hornbach, Rheinland-Pfalz är en stad i Landkreis Mainz-Bingen i förbundslandet Rheinland-Pfalz i Tyskland.
Staden ingår i kommunalförbundet Verbandsgemeinde Zweibrücken-Land tillsammans med ytterligare 16 kommuner.